# Octolobus heteromerus
Octolobus heteromerus är en malvaväxtart som beskrevs av Karl Moritz Schumann. Octolobus heteromerus ingår i släktet Octolobus och familjen malvaväxter. Inga underarter finns listade i Catalogue of Life.